# Tick-Tock (single)
Tick-Tock is een single van de Oekraïense zangeres Maria Jaremtsjoek. Het is geschreven door Francisco Gomez en Jaremtsjoek zelf.  Het was de Oekraïense inzending voor het Eurovisiesongfestival 2014 in Kopenhagen, Denemarken. Daarin eindigde het lied op de zesde plaats. Tijdens de uitvoering in Kopenhagen viel het lied op door het loopwiel op de achtergrond, met een rennende man erin. 